# ساكن الجبيلي

تعديل مصدري - تعديل

ساكن الجبيلي هي إحدى قرى عزلة جعار بمديرية خنفر التابعة لمحافظة أبين، بلغ تعداد سكانها 47 نسمة حسب تعداد اليمن لعام 2004.